# Haarhausen (Borken)
Haarhausen ist der kleinste Stadtteil von Borken im nordhessischen Schwalm-Eder-Kreis. Die 262 Hektar umfassende Gemarkung des Ortes liegt südwestlich der Kernstadt Borken im „Olmesgrund“ zwischen der Olmes und ihrem Zufluss Merrebach. Das Dorf selbst liegt auf einer Höhe von etwa 185 m ü. NN auf einem breiten, nach Norden gerichteten, in den einst sumpfigen Talgrund der Olmes auslaufenden Bergsporn, etwas westlich abseits der Landesstraße 3149 an der Kreisstraße 70.

## Geschichte

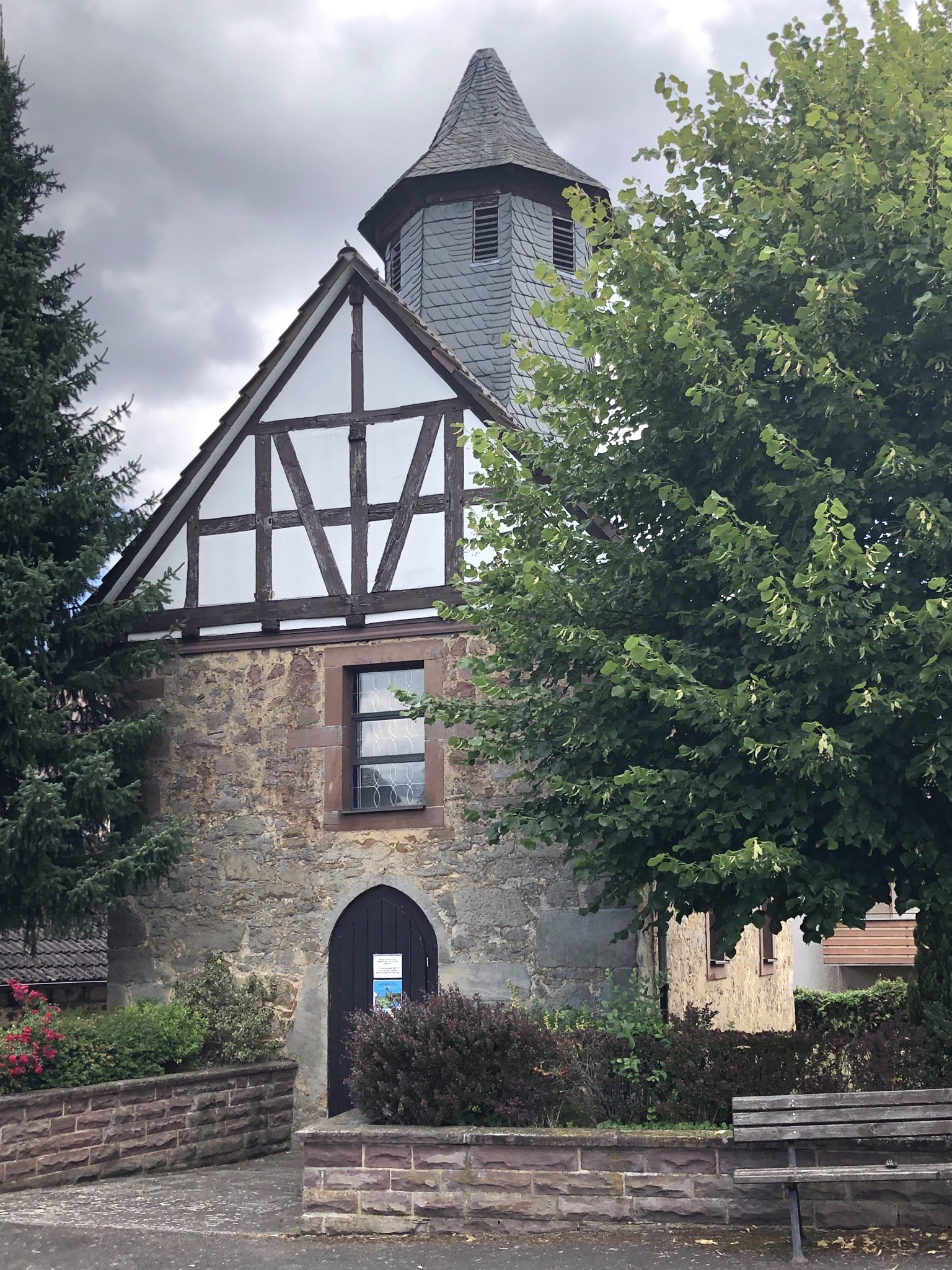
Evangelische Kirche Haarhausen

Die älteste bekannte schriftliche Erwähnung von Haarhausen erfolgte unter dem Namen Horhusen im Jahr 1234, als die Herren von Guntershausen dem Kloster Haina ihre dortigen Güter übereigneten. Das Dorf ist im Laufe der Jahrhunderte unter wechselnden Bezeichnungen beurkundet: 1234 Horhusen, 1250 Horhusin, 1433 Harhusen, 1523 Harzhusen, 1550 Horhaußen, 1555 Hahrhaussenn und 1693 Haarhaußen.  Um 1250 ist erwähnt, dass das Stift St. Stephan zu Mainz Einkünfte aus Gütern in Haarhausen hatte. Das Dorf gehörte zur Landgrafschaft Hessen und war als Lehen an hessische Adelsfamilien vergeben. 1376 waren Dorf und Gericht Haarhausen im Besitz derer von Gleimenhain, ab 1408 derer von Grifte, nach deren Aussterben 1597 derer von Buchenau. Verwaltungsmäßig gehörte das Dorf zum landgräflichen Amt Borken, und die Landgrafen behielten sich auch die Halsgerichtsbarkeit vor. Die Herren von Buchenau verkauften das Dorf an die Herren von Baumbach (Ludwigscher Ast der Tannenberger Linie) zu Nassenerfurth, deren Besitz von Dorf und Gericht im Jahre 1664 mit einer Belehnung durch die Landgrafenwitwe und Regentin Hedwig Sophie bestätigt wurde. Noch bis 1822 sind Erneuerungen dieses Baumbacher Lehens beurkundet.
Zur Zeit des Königreichs Westphalen (1807–1813) gehörte Haarhausen zum Friedensgericht und Kanton Borken im Distrikt Hersfeld. 1814 war es dann wieder dem kurhessischen Amt Borken unterstellt. 1821 kam es zum Justizamt Borken im neugebildeten Kreis Homberg. Mit den Verwaltungsreformen späterer Jahre gehörte Haarhausen ab 1867 zum preußischen Kreis Homberg und zum Amtsgericht Borken, ab 1932 zum Kreis Fritzlar-Homberg (1939 umbenannt in Landkreis Fritzlar-Homberg), und seit 1974 zum Schwalm-Eder-Kreis. 
Im Zuge der Gebietsreform in Hessen wurde die bis dahin selbständige Gemeinde Haarhausen zum 1. Dezember 1971 mit sieben weiteren Gemeinden auf freiwilliger Basis in die Stadt Borken (Bezirk Kassel) eingegliedert. Für alle durch die Gebietsreform eingegliederten Stadtteile wurde Ortsbezirke mit Ortsbeirat und Ortsvorsteher eingerichtet.

## Bevölkerung
Einwohnerstruktur 2011
Nach den Erhebungen des Zensus 2011 lebten am Stichtag, dem 9. Mai 2011, in Haarhausen 63 Einwohner. Darunter waren keine Ausländer.
Nach dem Lebensalter waren 15 Einwohner unter 18 Jahren, 21 zwischen 18 und 49, 18 zwischen 50 und 64 und 9 Einwohner waren älter. Die Einwohner lebten in 27 Haushalten. Davon waren 6 Singlehaushalte, 9 Paare ohne Kinder und 9 Paare mit Kindern, sowie 3 Alleinerziehende und keine Wohngemeinschaften. In 6 Haushalten lebten ausschließlich Senioren und in 18 Haushaltungen lebten keine Senioren.
Einwohnerentwicklung
Um das Jahr 1570 gab es etwa 30 Hausgesesse. 1585 bestanden 39 Haushalte, aber dann scheint das Dorf stetig kleiner geworden zu sein. 1724 sind 32 Haushalte, 1742 noch 20 Häuser und 1747 noch 18 Hausgesesse bekundet. 1775 gab es 94 Einwohner. Erst im 19. Jahrhundert kam ein gewisser Aufschwung, der bis in die Zeit nach dem Ersten Weltkrieg anhielt: 1834 wurden 143 Einwohner gezählt, 1885 waren es 135, und 1925 noch immer 141. Danach sank die Bevölkerung wieder auf nur noch 94 im Jahre 1939 ab. Inwieweit dies mit dem Abwandern bzw. der Vernichtung jüdischer Einwohner in Zusammenhang steht, ist nicht klar. Nach dem Zweiten Weltkrieg ging die Zahl auf Grund des Zuzuges von Ausgebombten und Heimatvertriebenen auf den ortsgeschichtlichen Höchstwert von 169 im Jahre 1950, aber schon 1960 war diese Zahl wieder auf 116 zurückgegangen. 1970 betrug die Einwohnerzahl noch 130. Heute sind es etwa 90.
| Haarhausen: Einwohnerzahlen von 1775 bis 2020 | Haarhausen: Einwohnerzahlen von 1775 bis 2020 | Haarhausen: Einwohnerzahlen von 1775 bis 2020 | Haarhausen: Einwohnerzahlen von 1775 bis 2020 | Haarhausen: Einwohnerzahlen von 1775 bis 2020 |
| --- | --------------------------------------------- | --------------------------------------------- | --------------------------------------------- | --------------------------------------------- |
| Jahr |                                               |                                               |                                               | Einwohner                                     |
| 1775 | 1775                                          |                                               | 94                                            | 94                                            |
| 1800 | 1800                                          |                                               | ?                                             | ?                                             |
| 1834 | 1834                                          |                                               | 143                                           | 143                                           |
| 1840 | 1840                                          |                                               | 162                                           | 162                                           |
| 1846 | 1846                                          |                                               | 151                                           | 151                                           |
| 1852 | 1852                                          |                                               | 157                                           | 157                                           |
| 1858 | 1858                                          |                                               | 156                                           | 156                                           |
| 1864 | 1864                                          |                                               | 140                                           | 140                                           |
| 1871 | 1871                                          |                                               | 146                                           | 146                                           |
| 1875 | 1875                                          |                                               | 139                                           | 139                                           |
| 1885 | 1885                                          |                                               | 135                                           | 135                                           |
| 1895 | 1895                                          |                                               | 131                                           | 131                                           |
| 1905 | 1905                                          |                                               | 124                                           | 124                                           |
| 1910 | 1910                                          |                                               | 123                                           | 123                                           |
| 1925 | 1925                                          |                                               | 141                                           | 141                                           |
| 1939 | 1939                                          |                                               | 94                                            | 94                                            |
| 1946 | 1946                                          |                                               | 152                                           | 152                                           |
| 1950 | 1950                                          |                                               | 169                                           | 169                                           |
| 1956 | 1956                                          |                                               | 140                                           | 140                                           |
| 1961 | 1961                                          |                                               | 116                                           | 116                                           |
| 1967 | 1967                                          |                                               | 110                                           | 110                                           |
| 1970 | 1970                                          |                                               | 130                                           | 130                                           |
| 1980 | 1980                                          |                                               | ?                                             | ?                                             |
| 1990 | 1990                                          |                                               | ?                                             | ?                                             |
| 2000 | 2000                                          |                                               | ?                                             | ?                                             |
| 2011 | 2011                                          |                                               | 63                                            | 63                                            |
| 2020 | 2020                                          |                                               | 73                                            | 73                                            |
| Datenquelle: Historisches Gemeindeverzeichnis für Hessen: Die Bevölkerung der Gemeinden 1834 bis 1967. Wiesbaden: Hessisches Statistisches Landesamt, 1968. Weitere Quellen: LAGIS; Stadt Borken (Hessen), Zensus 2011 |                                               |                                               |                                               |                                               |

Historische Religionszugehörigkeit
| Quelle: Historisches Ortslexikon |                                                                    |
| • 1861:                          | alle Einwohner evangelisch-reformierte                             |
| • 1885:                          | 135 evangelische (= 100 %) Einwohner                               |
| • 1961:                          | 100 evangelische (= 86,21 %), 16 katholische (= 13,76 %) Einwohner |

Historische Erwerbstätigkeit
| • 1961 | Erwerbspersonen: 52 Land- und Forstwirtschaft, 11 Produzierendes Gewerbe, 3 Handel und Verkehr, 3 Dienstleistungen und Sonstiges |

## Politik
Für Haarhausen besteht ein Ortsbezirk (Gebiete der ehemaligen Gemeinde Haarhausen) mit Ortsbeirat und Ortsvorsteher nach der Hessischen Gemeindeordnung. Der Ortsbeirat besteht aus fünf Mitgliedern.
Bei den Kommunalwahlen in Hessen 2021 betrug die Wahlbeteiligung zum Ortsbeirat Haarhausen 63,16 %. Alle Kandidaten gehörten der „Einheitsliste Haarhausen“ an. Der Ortsbeirat wählte Frank Möller zum Ortsvorsteher.

## Kirche
Die kleine Dorfkirche wurde im Jahre 1511 erbaut, wie eine Inschrift über dem Portal belegt. 1636 und 1888 muss es bauliche Veränderungen gegeben haben, finden sich diese Jahreszahlen doch auf der Wetterfahne. Die von der evangelischen Kirchengemeinde genutzte Kirche war und ist Filial von Nassenerfurth.  Vom Ende 16. bis weit in das 18. Jahrhundert gab es Streit zwischen der Gemeinde Haarhausen und dem Pfarrer von Nassenerfurth, der sich weigerte, in Haarhausen Gottesdienst zu halten und darauf bestand, dass die Dörfler nach Nassenerfurth zur Kirche kommen sollten.  Erst als Haarhausen im Jahre 1726 einen Dorflehrer erhielt, kam es zu einem Kompromiss, gemäß dem der Lehrer Lesegottesdienste hielt.

## Jüdischer Friedhof

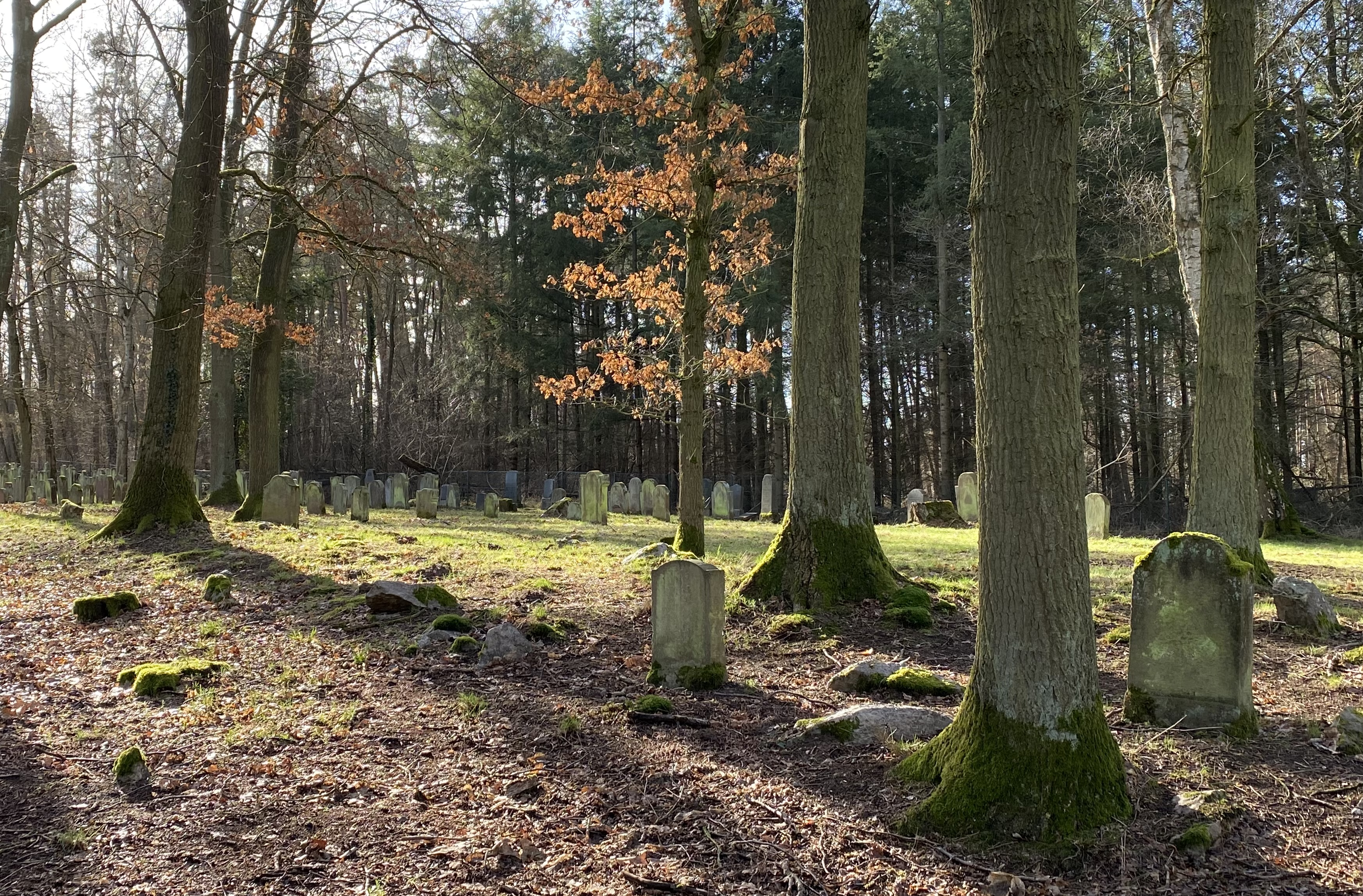
Jüdischer Friedhof Haarhausen

Südwestlich des Dorfes, am Rande des „Eichholzes“, zwischen der Straße „Am Wasserwerk“ und der Zimmersröder Straße (51° 0′ 39,6″ N, 9° 15′ 36″ O), liegt ein vermutlich seit der Mitte des 16. Jahrhunderts bestehender jüdischer Friedhof, der ursprünglich mehr als einem Dutzend jüdischer Gemeinden im Raum Borken-Jesberg diente. Ob Haarhausen selbst, wie es in einem Zeitungsartikel von 1903 heißt, einst eine recht große Kehillah (jüdische Gemeinde) hatte, ist nicht klar, aber zumindest um die Wende vom 19. zum 20. Jahrhundert wird von hebräischen Inschriften an einer Anzahl von Häusern berichtet. Nach dem Verzeichnis der durch die Kommission für die Geschichte der Juden in Hessen bearbeiteten hessischen Friedhöfe befinden sich in Haarhausen 372 Grabsteine aus der festgestellten Belegzeit von 1705 bis 1940. Die heutige umzäunte Friedhofsfläche umfasst 0,78 Hektar, aber die gesamte Fläche soll einst etwa 5 ha groß gewesen sein. Mit der Einrichtung eigener Friedhöfe in vielen der umliegenden Gemeinden im Laufe des 19. Jahrhunderts gingen Nutzung und Pflege immer weiter zurück, und zu Anfang des 20. Jahrhunderts wurde der Friedhof nur noch von wenigen kleinen Gemeinden (u. a., Dillich, Zimmersrode) benutzt und war in beklagenswertem Zustand. Erst in den 1920er Jahren wurde der Friedhof wieder eingezäunt.